# 王答乡
王答乡，是中华人民共和国山西省太原市清徐县下辖的一个乡镇级行政单位。

## 行政区划
王答乡下辖以下地区：
王答村、大寨村、董家营村、南录树村、北录树村、同戈站村、赵家堡村、红城村、黑城营村、常家庄村、北尹村、马庄村、龙家营村、郝村和闫家营村。